# Notaspidea
Notaspidea waren een orde van de Gastropoda (buikpotigen of slakken).

## Indeling
- - Familie: Pleurobranchidae (Menke, 1828)
  - Familie: Tylodinidae (Gray, 1847)
  - Familie: Umbraculidae (Dall, 1889)